# ماتياس بانكو
ماتياس بانكو (بالإسبانية: Matías Banco)‏ هو لاعب كرة قدم أرجنتيني في مركز الوسط، ولد في 3 يوليو 1989 في مندوزا في الأرجنتين. لعب مع Deportivo Maipú ‏.

## وصلات خارجية
- ماتياس بانكو على موقع قاعدة بيانات كرة القدم.إي يو (الإنجليزية)
- ماتياس بانكو على موقع Soccerway.com (الإنجليزية)
- ماتياس بانكو على موقع عالم كرة القدم.نت (الإنجليزية)